# 브로드웨이 멜로디
《브로드웨이 멜로디》(The Broadway Melody)는 《브로드웨이 멜로디 오브 1929》 로도 알려진 MGM의 뮤지컬 영화이다. 최초의 뮤지컬 영화라고 불리며 광고도 '말한다! 노래한다! 춤춘다!'라고 광고하였다. 당시의 최신 기술을 활용해 일부 장면에는 컬러가 삽입되어 상영된 것으로 알려져있지만, 컬러를 입힌 필름이 소실되어 흑백으로만 남아있다. 또 유성영화가 막 도입되던 1929년에 만들어진 영화의 특성 상, 무성 영화 버전도 만들어진 것으로 알려져 있다.
이 영화는 400만 달러를 투입하여 대성공을 거두었으며 이 영화는 또한 아카데미 작품상도 수상하였다.

## 줄거리
에디 컨스는 "브로드웨이 멜로디"를 부르며 코러스 걸들에게 마호니 자매 보드빌 공연단을 뉴욕으로 데려와 프랜시스 잰필드가 제작하는 최신 공연에서 함께 공연할 것이라고 말한다. 해리엇 "행크" 마호니와 그녀의 여동생 퀴니 마호니는 아파트에서 에디가 도착하기를 기다리고 있다. 언니인 행크는 자신의 사업 감각과 재능에 자부심을 느끼고, 퀴니는 그녀의 미모로 칭송받는다. 행크는 성공할 것이라고 확신하지만, 퀴니는 스타가 되기 위해 모든 것을 걸고 싶어하지 않는다. 행크는 삼촌 제드의 30주 순회 공연 합류 제안을 거절하지만, 다시 생각해 보기로 한다.
행크와 약혼한 에디는 퀴니가 어린 소녀였을 때 이후로 처음으로 그녀를 보고는 즉시 그녀에게 반한다. 그는 자매에게 잰필드의 공연 리허설에 와서 공연을 선보이라고 말한다. 잰필드 극단의 댄서 플로는 피아노에 가방을 넣어 공연을 방해하고, 이로 인해 행크와 싸움이 벌어진다. 잰필드는 이 공연에 관심이 없지만 퀴니에게는 쓸모가 있을 수 있다고 말한다. 퀴니는 행크에게도 역할을 주라고 애원하며, 둘이서 한 사람의 임금으로 일하겠다고 말한다. 그녀는 또한 행크의 사업 능력이 자신을 사로잡았다고 가장하도록 잰필드를 설득한다. 에디는 이 대화를 목격하고 여동생에 대한 퀴니의 헌신에 더욱 반한다. 공연의 드레스 리허설 도중, 잰필드는 "브로드웨이 멜로디"의 속도가 너무 느리다고 말하며 행크와 퀴니를 그 장면에서 제외시킨다.
한편, 다른 여배우가 세트 소품에서 떨어져 부상을 입고, 퀴니가 그녀를 대신할 사람으로 선택된다. 거의 모든 사람이 퀴니에게 반하고, 특히 악명 높은 플레이보이 자크 "조크" 워리너가 그렇다. 조크가 퀴니를 유혹하기 시작하는 동안, 행크는 퀴니가 자신의 재능보다는 외모로 성공을 쌓아가고 있다는 것에 불만을 품는다.
몇 주 동안 퀴니는 조크와 많은 시간을 보내고, 행크와 에디는 이를 맹렬히 반대한다. 그들은 퀴니에게 조크를 만나지 못하게 하고, 이는 퀴니가 그들을 밀어내고 자매 간의 관계를 악화시키는 결과를 낳는다. 퀴니는 에디에 대한 커져가는 감정과 싸우기 위해 조크와 함께 있을 뿐이지만, 행크는 그녀가 상처받을 준비를 하고 있다고 생각한다. 결국 에디와 퀴니는 서로에 대한 사랑을 고백하지만, 언니의 마음을 아프게 하고 싶지 않은 퀴니는 다시 조크에게로 도망친다.
퀴니가 에디에게 맹렬하게 터뜨리는 모습과 그에 대한 에디의 망연자실한 반응을 목격한 후, 행크는 마침내 그들이 사랑에 빠졌다는 것을 깨닫는다. 그녀는 퀴니를 도망가게 내버려 둔 에디를 꾸짖고 그녀를 뒤쫓아가라고 말한다. 행크는 자신은 에디를 사랑한 적이 없으며, 단지 자신의 경력을 발전시키기 위해 그를 이용했을 뿐이라고 주장한다. 에디가 떠난 후, 행크는 무너져 내리며 흐느낌과 히스테릭한 웃음을 번갈아 보인다. 그녀는 겨우 진정하여 삼촌 제드에게 30주 공연 일자리를 수락하겠다고 전화한다.
조크가 최근 퀴니를 위해 구입한 아파트에서 떠들썩한 파티가 열리지만, 그는 둘만의 시간을 보내자고 주장한다. 퀴니가 그의 접근을 거부하자, 그는 자신이 그녀를 위해 해준 모든 일에 비해 그녀가 할 수 있는 최소한의 일이라고 말한다. 그가 몸싸움을 시작하려 할 때, 에디가 문을 박차고 들어와 조크와 싸우려 하지만, 조크는 에디를 한 방에 문 밖으로 날려 버린다. 퀴니는 에디에게 달려가 조크와 파티를 뒤로하고 떠난다.
얼마 후, 행크와 삼촌 제드는 퀴니와 에디가 신혼여행에서 돌아오기를 기다린다. 자매 간의 관계는 회복되고 있지만, 행크와 에디 사이에는 분명히 불편함이 있다. 퀴니는 쇼 비즈니스에서 은퇴하고 롱아일랜드의 새집에 정착할 것이라고 발표한다. 그녀는 자신의 일이 끝나면 행크가 그들과 함께 살 것을 주장한다. 행크가 새로운 파트너와 삼촌 제드와 함께 떠난 후, 퀴니는 언니가 마땅히 받을 행복을 찾도록 도울 수 없었다는 것에 한탄한다. 아이러니하게도, 행크의 새로운 파트너는 자매가 뉴욕에 처음 도착했을 때 공연을 방해하려 했던 금발의 플로이다. 마지막 장면은 기차역으로 향하는 행크를 보여준다. 그녀는 새로운 파트너에게 6개월 안에 다시 브로드웨이로 돌아올 것이라고 약속한다.

## 캐스팅
- 찰스 킹 (Charles King) - 에디 컨스
- 애니타 페이지 (Anita Page) - 퀴니 마호니
- 베시 러브